# Mariano Peyrou

Mariano Peyrou (Buenos Aires, 1971) vive en Madrid desde 1976. Es un poeta, narrador y ensayista en lengua castellana, músico, traductor y licenciado en Antropología Social. Ha vivido en la Residencia de Estudiantes con una beca de creación artística. Su obra aparece en diversos recuentos y antologías de la poesía reciente.

## Poesía
- La voluntad de equilibrio (Fundación María del Villar, 2000).

- A veces transparente. Bartleby Editores, 2004.

- De las cosas que caen. Bajo la luna, 2004.

- La unidad del dos. EDUCC, 2004.

- La sal. Pre-Textos, 2005.

- Estudio de lo visible. Pre-Textos, 2007.

- Temperatura voz. Pre-Textos, 2010.

- Niños enamorados. Pre-Textos, 2015.

- El año del cangrejo. Pre-Textos, 2017.

- Posibilidades en la sombra. Pre-Textos, 2019.

- Estratos. Piezas Azules, 2022.

- Diciembres iniciales. Pre-Textos, 2022.

- El mar hospital es el mar aeropuerto. Espasa, 2023.
- El miedo tranquilo. Piezas Azules, 2024.
- Itinerarios de salida. Pre-Textos, 2024.

## Narrativa
- La tristeza de las fiestas. Pre-Textos, 2014.
- De los otros. Sexto Piso, 2016.
- Los nombres de las cosas. Sexto Piso, 2019.
- Lo de dentro fuera. Sexto Piso, 2021.

## Ensayo
- Tensión y sentido. Una introducción a la poesía contemporánea. Taurus, 2020.

## Inclusión en volúmenes colectivos.
- Todo es poesía menos la poesía. Madrid, Eneida, 2004.

- Inclusión en el cuaderno Por dónde camina la poesía española. Revista Letra internacional 98. Número 98. Primavera del 2008. Fundación Pablo Iglesias, ISSN 0213-4721
- Deshabitados, Juan Carlos Abril, ed., Colección Maillot Amarillo, Granada, Diputación, 2008.
- La inteligencia y el hacha (Un panorama de la Generación poética de 2000), Luis Antonio de Villena, ed., Madrid, Visor, 2010.
- Herbario de amores dulces. Piezas azules, 2023.

## Galardones
Premio María del Villar.